# Ключи Локков (комиксы)
«Ключи Локков» (англ. Locke & Key) — серия американских комиксов американского писателя Джо Хилла, рисунки создал художник Габриэль Родригез. Выпуском занималось издательство «IDW Publishing».

## Сюжет
После трагической гибели отца Тайлер, Кинси и Боди Локк вместе со своей матерью Ниной переезжают в родовое поместье «Дом ключей», расположенное в городе Лавкрафт, штат Массачусетс. Семья надеется забыть о кошмаре, произошедшем с ними. Но Сэм Лессер, один из подростков, виновных в гибели главы семейства, управляемый потусторонними силами, следует за Локками, намереваясь уничтожить оставшихся в живых. Между тем, дети находят разбросанные по всему дому загадочные ключи, которые наделяют их обладателей мистическими силами. Эти же ключи способны освободить таинственные силы, которые заключены в доме и управляют Лессером.

## Персонажи
Семья Локков:
- Тайлер Локк (англ. Tyler Locke) — старший сын Локков.
- Кинси Локк (англ. Kinsey Locke) — средний ребёнок в семье Локков.
- Боди Локк (англ. Bode Locke) — младший 6-летний сын Локков.
- Нина Локк (англ. Nina Locke) — мать Тайлера, Кинси и Боди, страдающая от алкоголизма после гибели мужа.
- Дункан Локк (англ. Duncan Locke) — младший брат Рэнделла.
- Рэнделл Локк (англ. Rendell Locke) — отец Тайлера, Кинси и Боди, погибший в результате нападения Сэма.

Остальные герои:
- Додж / Зак Уэллс / Лукас Караваджио (англ. Dodge / Zack Wells / Lucas Caravaggio) — таинственный демон, завладевший телом подростка Лукаса Караваджио, лучшего друга Рэнделла Локка. Спустя годы, используя внешность мальчика, стал выдавать себя за школьника Зака Уэллса. Малышу Боди являлся в образе девушки по имени Додж, жившей на дне колодца в доме ключей.
- Сэм Лессер (англ. Sam Lesser) — трудный подросток с психическими отклонениями, попавший под влияние Додж, заставившей его напасть на семью Локков.
- Элли Уэдон (англ. Ellie Whedon) — учительница физкультуры в академии Лавкрафта, подруга детства Рэнделла Локка и Лукаса Караваджио.
- Руфус Уэдон (англ. Rufus Whedon) — умственно отсталый сын Элли. Ключи влияют на него иначе, чем на других.
- Дэниэл Мутуку (англ. Daniel Mutuku) — детектив полиции, расследующий нападение Сэма на семью Локков и ведущий его поиски после побега.
- Скот Кавана (англ. Scot Kavanaugh) — подросток, учившийся в школе Лавкрафта, друг Кинси.
- Джамал Сатурдей (англ. Jamal Saturday) — друг Кинси.
- Эрин Восс (англ. Erin Voss) — подруга детства Рэнделла.
- Джо Риджвей (англ. Joe Ridgeway) — учитель английского в академии Лавкрафта.

## Создание
Основная серия состоит из 6 книг (в каждый из них кроме последнего вошли 6 одиночных выпусков): «Добро пожаловать в Лавкрафт», «Головоломка», «Корона теней», «Ключи от королевства», «Часовой механизм» и «Альфа и Омега». Седьмой сборник «Золотой век» состоял из отдельных 6 рассказов. Выпуском серии в России занимается издательство «Эксмо».
Сюжет истории состоит из 3-х актов. Каждый из них разбит на 2 сюжетные арки, в которые входят по 6 выпусков. Первый выпуск «Добро пожаловать в Лавкрафт» был издан 20 февраля 2008 года и был полностью распродан в тот же день. Вторая часть первого акта «Головоломка» стартовала 22 января 2009. Серия состояла из 4-х одиночных выпусков, в дополнение к которым вышел пролог («Интермиссия» или «История Джо Риджвея») и эпилог («Армия из одного человека»).
Второй акт состоит из 2 ограниченных серий по 6 выпусков каждая — первая сюжетная арка «Корона теней» стартовала в конце 2009, а вторая — «Ключи от королевства» — в августе 2010.
Изначально, первая часть третьего акта носила название «Время и прилив», но от него отказались ради заглавия «Часовой механизм». Вторая заключительная часть третьего акта называется «Альфа и Омега».
Первые пять сюжетных арок выходили в виде ежемесячных одиночных выпусков, а затем переизданы в виде графических романов.

## Награды
- В 2009 году серия номинировалась на премию Айснера в категориях «Лучшая короткая серия» и «Лучший автор» (Джо Хилл).
- В том же году серия выиграла премию «British Fantasy Award» в номинации «Лучший комикс или графический роман»[10].
- Премия Айснера досталась Джо Хиллу, как «Лучшему автору»[11], серия также была отмечена номинациями «Лучший выпуск», «Лучшая серия» и «Лучший художник, работающий карандашом».
- Ещё одну премию «British Fantasy Award» за «Лучший комикс или графический роман» серия выиграла в 2012 году[12].

## Адаптации

### Невыпущенный пилот
Права на телеэкранизацию с возможностью производства фильма приобрела компания «Dimension Films», продюсером должен был выступить Джон Дэвис. В феврале 2010 года стало известно, что права перешли компании «Dreamworks», во главе проекта в качестве продюсеров стали Алекс Куртцман и Роберт Орси. В августе 2010 года Стивен Спилберг стал продюсером телесериала по мотивам комиксов, Джош Фридман назначен автором сценария и шоу-раннером. В конце концов, проект перешёл к студии «20th Century Fox Television», заказавшей съёмки пилотного эпизода, производством которого занимались компании «Dreamworks TV» и «K/O Paper Products».
Миранда Отто сыграла Нину Локк, Сара Болджер — Кинси, а Ник Стал — Дункана Локка. Скайлер Гаертнер сыграл 6-летнего Боди, а Гаррисон Томас — одержимого злыми духом подростка. Джесси МакКартни досталась ключевая роль Тая Локка, а Ксения Соло сыграла Додж.
Режиссёр Марк Романек поставил пилотный эпизод, съёмки которого проходили в Хартвуд-Акрс и Эллвуд-Сити в Пенсильвании в феврале 2011 года. В том же месяце частично проводились съёмки в Питтсбурге. В мае 2011 года «Fox» принял решение не покупать сериал. Студия пыталась продать проект другим каналам, но в итоге отказалась из-за растущих затрат. Пилотная серия была показана в 2011 году на Комик-Коне в Сан-Диего, получив положительные отзывы.

### Фильм
О съёмках кинотрилогии было официально объявлено на Комик-Коне в 2014 году. Продюсировать фильм для «Universal Pictures» и «K/O Paper Products» должны были Алекс Куртцман, Роберт Орси, Бобби Кон и Тед Адамс.
В октябре 2015 года Джо Хилл сообщил, что работа над фильмами прекратилась. Однако, возможны съёмки телесериала. В мае 2016 года Хилл объявил, что пишет сценарий пилотного эпизода, а также выступит продюсером телесериала, и занимается поиском телеканала.

### Аудио-постановка
Все 6 книг были адаптированы в 13-часовую аудио-постановку, которая поступила в продажу 5 октября 2015 года. Производством занималась компания «AudioComics Company» для «Audible Studios», режиссёром выступил Уильям Дуфрис, роли озвучили Татьяна Маслани, Хэйли Джоэль Осмент, Кейт Малгрю, а также Джо Хилл, Габриэль Родригез и Стивен Кинг в эпизодах. Всего в постановке было задействовано более 50 актёров. Музыку написал Питер Ван Райет. Критики оценили постановку, и в 2016 году проект был номинирован на премию «Audie Awards» Ассоциации издателей аудиокниг в номинациях «Лучшая оригинальная работа» и «Выдающееся производство».

### Настольная игра
В 2012 году компания «Cryptozoic Entertainment» выпустила карточную настольную игру по мотивам серии комиксов.

### Телесериал
20 апреля 2017 года сервис «Hulu» заказал производство пилотного эпизода, спродюсированного Карлтоном Кьюзом, Скоттом Дерриксоном и Линдси Спрингер. В июле Энди Мускетти заменил Дерриксона в качестве режиссёра первого эпизода. В августе Фрэнисис О’Коннор была утверждена на роль Нины. В одном из интервью в марте 2018 года Саманта Мэтис сообщила, что «Hulu» отказались от проекта, и авторы ищут новый дом для сериала.
30 мая 2018 года проектом заинтересовался стриминговый сервис «Netflix», а шоураннерами по-прежнему значились Кьюз и Хилл, исполнительным продюсером остался Мускетти.
8 января 2020 года вышел трейлер сериала «Netflix» по комиксу «Ключи Локков».
7 февраля 2020 года состоялась премьера первого сезона на «Netflix». Главные роли в проекте исполнили: Дэрби Стэнчфилд, Коннор Джессап, Эмилия Джонс, Джексон Роберт Скотт, Лайсла де Оливьера, Петрис Джонс, Гриффин Глюк, Аарон Эшмор, Халлеа Джонс, Брендан Хайнс, Кевин Дюранд, Шерри Сом и Коби Бёрд.
В марте 2020 года сериал продлили на второй сезон. Премьера состоялась 22 октября 2021 года.
В декабре 2020 года сериал был продлён на третий сезон. 6 апреля 2022 года «Netflix» объявил, что третий сезон сериала станет финальным. Премьера состоялась 10 августа 2022 года.